# Miguel Farrajota
Miguel Farrajota (Loulé, 5 de Novembro de 1967) é um piloto português de todo-terreno, que participou em moto no Rali Dakar de 2000, terminando em 14º lugar.
Miguel Farrajota foi vice-campeão de juniores na categoria 125cc, no Campeonato Nacional de Motocross de 1984, e vice-campeão de 125cc em 1985. Nos anos seguintes, até 1993, continuou a participar no Campeonato Nacional de Motocross, sendo várias vezes vice-campeão nacional de 125cc e 250cc, e em 1988 foi 1º classificado na Taça das Nações.
De 1988 a  1990, participou no Campeonato Nacional de Supercross, tendo sido campeão nacional em 1989 e 3º classificado no Trofeu Ibérico.
De 1992 a  1998 participou nos Campeonatos Nacionais de Todo-o-Terreno e de Enduro, tendo sido várias vezes campeão nacional de 2 tempos mais de 175cc, em ambos os campeonatos, e Campeão Nacional Absoluto de Todo-o-Terreno em  1997 e 1998.
Entre 1993 e 1999, participou 5 vezes no ISDE e 4 vezes no Mundial de Enduro.
Em 1998 foi 6º classificado na geral no Rali dos Sertões e vencedor do Prólogo, e vencedor do desafio "Campeão dos Campeões" – entre  os melhores valores do todo-terreno em 2 e 4 rodas – e ainda vencedor das 24h Telecel Nissan Terrano II em 1998 e 1999, e Campeão Nacional de Raides 2T em 1999.
Teve a sua única participação num Rali Dakar em 2000, no Dakar-Cairo, onde apesar da sua inexperiência neste tipo de prova manteve um bom andamento. Sofreu uma grave queda na 6ª etapa, mas conseguiu recuperar e chegar ao Cairo. Concluíu o rali em 14º lugar da classificação geral.
Depois do “Dakar” fez uma participação esporádica no Rali da Tunísia, em 2000, onde estava bem classificado, mas não concluiu devido a uma colisão com outro concorrente. Foi Vice-campeão Nacional de Enduro 4T  em 2000 e Vice-Campeão Nacional Supermotard em 2001 e 2002
Com um palmarés recheado de títulos em duas rodas, Farrajota inicia uma promissora carreira em quatro rodas. Em 2006, no Rali Vodafone Transibérico, para a Taça do Mundo de Todo-o-Terreno, Miguel Farrajota (em Nissan Pick-up Navara) terminou a prova em terceiro lugar entre os portugueses, obteve a vitória no Troféu Mello Breyner by Nissan, sendo 9º da classificação geral absoluta.